# Rudolf Recktenwald
Rudolf „Rudi“ Recktenwald (* 23. August 1920 in Urexweiler; † 22. Juni 2010 ebenda) war ein deutscher Politiker (SPD).

## Leben
Recktenwald wurde als Sohn eines Schmiedemeisters geboren. Er erlernte den väterlichen Beruf und bestand die Prüfung als Schmiedemeister. Anschließend nahm er als Soldat am Zweiten Weltkrieg teil. 1945 übernahm er die Schmiede seines Vaters.
Recktenwald beantragte am 28. Mai 1939 die Aufnahme in die NSDAP und wurde zum 1. September desselben Jahres aufgenommen (Mitgliedsnummer 7.159.442). Er war seit 1952 Mitglied der SPD und von 1955 bis 1974 Vorsitzender des SPD-Ortsverbandes Urexweiler.
Recktenwald war Kreistagsmitglied des Kreises St. Wendel. Er war von 1955 bis 1975 Mitglied des Saarländischen Landtages und amtierte von 1961 bis 1975 als dessen Vizepräsident. Dem Deutschen Bundestag gehörte er vom 11. August 1959, als er für den Abgeordneten Kurt Conrad nachrückte, bis zu seiner Mandatsniederlegung am 20. Oktober 1959 an. Er war über die Landesliste Saarland ins Parlament eingezogen. Von 1956 bis 1974 war er Bürgermeister der Gemeinde Urexweiler.

## Ehrungen
- 1972: Verdienstkreuz 1. Klasse der Bundesrepublik Deutschland
- 1975: Saarländischer Verdienstorden[4]
- Ehrenbürgerschaft der Gemeinde Marpingen